# Trilby Glover
Trilby Glover (Perth, ...) è un'attrice australiana.

## Vita privata
È sposata con lo sceneggiatore Ian Brennan con cui ha un figlio.

## Filmografia

### Cinema
- The Mask 2 (Son of the Mask), regia di Lawrence Guterman (2005)
- 88 Minutes, regia di Jon Avnet (2007)
- Sfida senza regole (Righteous Kill), regia di Jon Avnet (2008)

### Televisione
- The Starter Wife – serie TV, 5 episodi (2007)
- Crash – serie TV, 5 episodi (2008-2009)
- William & Kate - Una favola moderna (William & Kate: The Movie), regia di Mark Rosman – film TV (2011)
- The New Normal – serie TV, episodio 1x04 (2012)
- Mistresses - Amanti (Mistresses) – serie TV, episodio 2x05 (2014)
- Non si gioca con morte (Finders Keepers), regia di Alexander Yellen – film TV (2014)
- Un volo a Natale (The Flight Before Christmas), regia di Peter Sullivan – film TV (2015)
- Glee – serie TV, episodio 6x04 (2015)
- Scream Queens – serie TV, 6 episodi (2016)